# 褚河乡
褚河乡是中国河南省许昌市禹州市下辖的一个乡。

## 行政区划
褚河镇下辖：褚河村、湘徐村、北沈村、老连村、枣王村、岗唐村、寺后王村、宋连村、单庄村、肖庄村、蒋庄村、元东村、元木村、陈楼村、张桥村、吴海村、侯窑村、小刘村、蔡庄村、楚庄村、岳庄村、薛庄村、化庄村、郎庄村、刘运庄村、东南湖村、吴湾村、南沈村、沙圪垯村、巴庄村、牛堂村、阁街村、余王村、张王村、吕庄村、新庄村、双马村。